# توماس هنری هاکسلی
توماس هنری هاکسلی (به انگلیسی: Thomas Henry Huxley) اف‌آراس (۴ مه ۱۸۲۵ –۲۹ ژوئن ۱۸۹۵) زیست‌شناس (آناتومیست) انگلیسی بود. وی به دلیل دفاعیه‌هایش از نظریه فرگشت چارلز داروین به «بولداگ داروین» شهرت یافت.
مناظره مشهور هاکسلی با ساموئل ویلبرفورس در سال ۱۸۶۰، نقطه عطف پذیرش عمومی فرگشت بود. هاکسلی روز قبلش تصمیم گرفته بود آکسفورد را ترک کند، ولی با ملاقاتی که با رابرت چیمبرز نویسنده کتاب وستیج‌ها داشت، نظرش عوض شد و تصمیم گرفت او هم به مناظره بپیوندد. هاکسلی با ویلبرفورس که توسط ریچارد اوون حمایت می‌شد، بحث مشهور نزدیکی انسان‌ها به کپی‌ها را انجام داد.
هاکسلی در پذیرش برخی ایده‌های داروین مثل تدریجی‌گرایی کند بود، و دربارهٔ انتخاب طبیعی مردد بود، ولی با این حال از داروین در حوزه عمومی با قدرت دفاع می‌کرد. او در آموزش و پرورش علمی در بریتانیا نقش کلیدی ایفا کرد، و با تندروی‌های سنتی دینی مبارزه می‌کرد.
توماس هاکسلی در سال ۱۸۹۶، واژه 'ندانم‌گرا' را برای توصیف دیدگاه خود نسبت به خداباوری ابداع کرد، که تا امروز هم کاربرد دارد.
هاکسلی تحصیل رسمی نداشت، و تقریباً هر چیزی می‌دانست خودش آموخته بود. برخی او را بهترین کالبدشناس تطبیقی قرن ۱۹ دانسته‌اند. او ابتدا روی بی‌مهرگان کار کرد، و بسیاری روابط ناشناخته میان این گروه را روشن کرد. سپس به مهره‌داران روی آورد، و به ویژه روی رابطه کپی‌ها و انسان کار کرد. بعد از مقایسه آرکئوپتریکس با کامپسوناتوس، نتیجه‌گیری کرد که پرندگان از دایناسورهای گوشتخوار فرگشت یافته‌اند، نظریه‌ای که تا به امروز نیز پذیرفته‌شده‌است.
تمایل به این بوده‌است که این اثر آناتومیک خوب تحت تأثیر فعالیت پرانرژی و بحث‌برانگیز وی به نفع تکامل و کارهای گسترده عمومی وی در زمینه آموزش علمی باشد که هر دو اثرات قابل توجهی در جامعه در انگلیس و جاهای دیگر داشته‌اند. سخنرانی رومی هاکسلی در سال ۱۸۹۳ با عنوان «تکامل و اخلاق» در چین بسیار تأثیرگذار بود. ترجمه چینی از سخنرانی هاکسلی حتی ترجمه چینی خاستگاه گونه‌ها داروین را دگرگون کرد.

## اوایل زندگی
توماس هنری هاکسلی، هفتمین فرزند از هشت فرزندِ جورج هاکسلی (پدر) و ریچل ویترز (مادر) در ناحیه ایلینگ که آن زمان بخشی از میدلسکس بود در لندن به دنیا آمد. والدین او از معتقدان به کلیسای انگلستان بودند اما خود او بیشتر با جنبش «ناسازگاران» که پروتستان‌هایی در مخالفت با کلیسای انگلستان بودند علاقه‌مند بود. مانند بسیاری از دانشمندان قرن ۱۹امی انگلستان، او نیز در خانواده‌ای متوسط و باسواد رشد کرد. پدر او تا پیش از تعطیل شدن مدرسهٔ شهرستان ایلینگ به تدریس ریاضی در آن مشغول بود و پس از آن بود که خانواده با مشکلات جدی مالی مواجه شد و در نتیجهٔ این مشکلات توماس هنری نوجوان در ۱۰ سالگی مجبور به ترک تحصیل شد در حالی که تنها دو سال از شروع تحصیلات او می‌گذشت.
برخلاف این شروع بد، او مصمم بود تا خود بدون معلم شروع به یادگیری علم کند و این‌چنین او به یکی از بزرگ‌ترین خودآموخته‌های قرن ۱۹ام تبدیل شد. از همان ابتدای ترک تحصیل او شروع به خواندن کتاب‌های مختلفی نظیر زمین‌شناسی توماس کارلایل و منطق همیلتون کرد. در نوجوانی با اتکا به استعداد خود، شروع به یادگیری زبان آلمانی کرد که بعدها در ترجمهٔ کارهای داروین به زبان آلمانی برایش راهگشا بود، در جوانی آن‌قدری لاتین و یونانی یادگرفته بود که آثار ارسطو را به زبان اصلی یونانی بخواند.

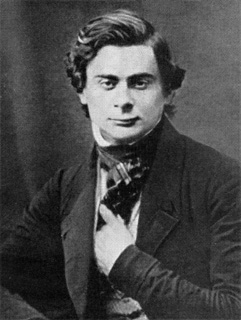
توماس هاکسلی در ۲۱ سالگی

بعدها در جوانی به‌طور خودآموخته در شناخت و بررسی مهره‌داران و بی‌مهرگان متخصص شد. او در طراحی هم استعداد خوبی داشت و بسیاری از طراحی‌های کتاب‌هایش از جاندارانی که روی آن‌ها تحقیق می‌کرد را خود طراحی می‌کرد. او در نوجوانی چندسالی را نزد چند پزشک مختلف که از آشنایان خانواده بودند به کار مشغول شد تا این که در نهایت به دلیل پشتکار زیادش یک بورسیه تحصیلی کوچک برای بیمارستان چارینگ کراس لندن دریافت کند. بعدها و در سال ۱۹۴۵ بود که او اولین مقالهٔ علمی خود را در مورد وجود یک غشای ناشناخته در لایه‌های زیرین مو را به چاپ رساند، لایه‌ای که از همان زمان تاکنون به لایهٔ هاکسلی معروف است. به دلایلی دیگر او هیچ‌گاه دانشگاه خود را تمام نکرد و واجد دریافت مدرک دانشگاهی نشد و در نهایت به نیروی دریایی سلطنتی انگلستان پیوست.

## حمایت از داروین

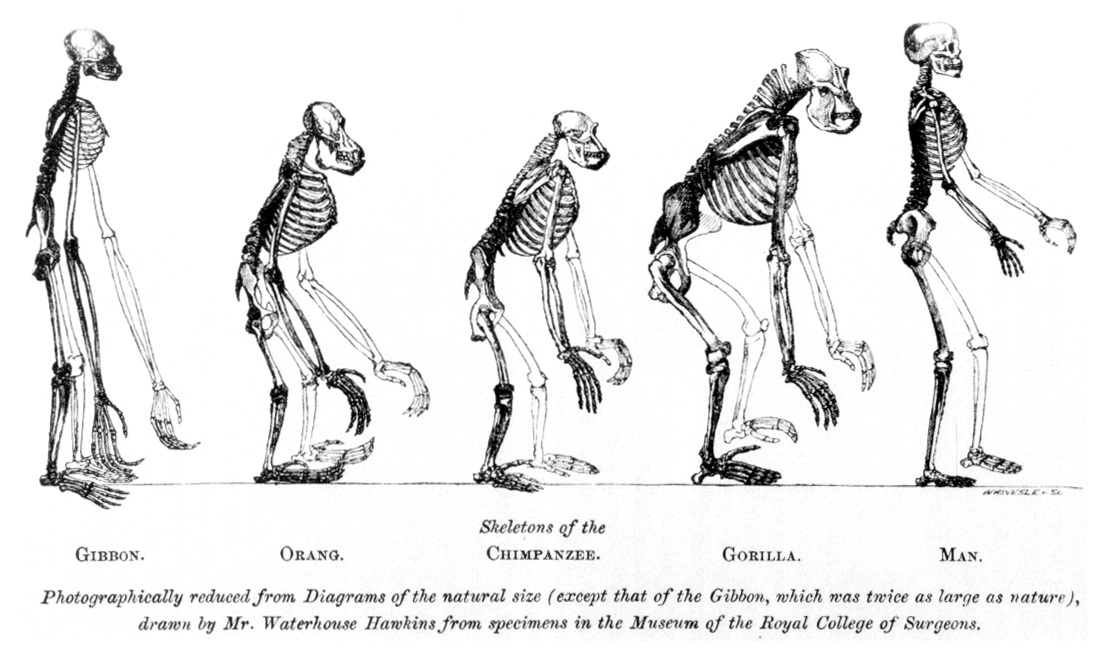
دیباچه کتاب هاکسلی شواهدی در مورد جایگاه انسان در طبیعت (۱۸۶۳) که اسکلت انسان و سایر نخستی‌سانان را مقایسه کرده. میمون درازدست (چپ) با دوبرابر بزرگنمایی کشیده شده.

هاکسلی در ابتدا با «نظریه تکوین» متقاعد نشده بود، عبارتی که سابقاً به‌جای فرگشت به‌کار می‌رفت. چنان‌که در نقد شدیدالحن او نسبت به کتاب بقایای تاریخ طبیعی آفرینش از رابرت چمبرز می‌توان متوجه آن شد، کتابی که استدلال‌های نسبتاً مرتبطی به نفع فرگشت داشت. او همچنین نظریه تراجهش لامارک رد کرد، بر این پایه که شواهد ناکافی‌ای برای تأیید آن وجود دارد. تمام این شکاکیت‌ها در نامه‌ای به مؤسسه سلطنتی جمع شد که نگرانی داروین را برانگیخت و منجر شد داروین سعی کند مانند تغییر نظر بقیه دانشمندان نزدیکش، برای تغییر نظر هاکسلی جوان نیز دست به کار شود. اما برای اینکار باید استنباط به‌خصوصی از هاکسلی می‌داشت، کسی که در همان جوانی‌اش هم از هرجهت تأثیر گذار به‌شمار می‌رفت.
به همین جهت هاکسلی جزو گروه کوچکی درآمد که از اندیشه‌های داروین قبل از انتشارش مطلع بودند (گروهی متشکل از جوزف دالتون هوکر و چارلز لایل). اولین انتشار ایده‌های داروین وقتی صورت گرفت که والاس نامه مشهورش پیرامون انتخاب طبیعی را برای او فرستاد، که توسط لایل و هوکر در انجمن لینه در سال ۱۸۵۸ به همراه گزیده‌هایی از یاداشت‌های داروین و نامه‌اش به آسا گری ارائه شد. واکنش مشهور هاکسلی به نظریه انتخاب طبیعی این بود: «تا چه حد می‌توان احمق بود که به فکر این نیفتاد!» با این حال، او هرگز به‌طور قطعی تصمیم خود را مبنی بر اینکه آیا انتخاب طبیعی روش اصلی برای فرگشت است یا خیر، نگرفت، اگرچه او اعتراف کرد که این فرضیه‌ای است که مبنای کاری خوبی دارد.
به سخن منطقی، پرسش قبلی این بود که آیا اصلاً فرگشتی اتفاق افتاده یا نه. پرسشی که بیشتر کتاب خاستگاه گونه‌های داروین صرف پاسخ به آن شده بود. انتشار این کتاب در ۱۸۵۹ کاملا هاکسلی را به فرگشت متقاعد کرد و شکی نیست تحسین روش داروین برای جمع‌آوری و استفاده از شواهد منجر شد حامی او در مناظره‌های پیش رویی باشد که پس از انتشار کتاب رخ دادند.
حمایت هاکسلی از نقد مثبتی که به‌صورت ناشناس برای مجله تایمز روز ۲۶ دسامبر ۱۸۵۹ نوشت آغاز شد، و با مقاله‌هایی در چند نشریه و یک سخنرانی در مؤسسه سلطنتی در فوریه ۱۸۶۰ ادامه یافت. در همین حال ریچارد اوون به‌صورت ناشناس نقدی به شدت خصم‌آمیز برای مجله ادینبرا ریویو فرستاد و ساموئل ویلبرفورس را نیز با خود همراه کرد که او هم نقدی بلندبالا برای مجله کوارترلی ریویو نوشت. تا مدت‌ها نمی‌شد با اطمینان گفت تألیف این نقدها کار چه کسانی است تا اینکه پسر ویلبرفورس زندگینامه‌اش را به رشته تحریر دراورد. با این حساب می‌توان گفت که همان‌طور که داروین با نظرات خود هاکسلی را آماده و مهیا داشت تا ازو دفاع کند، ویلبرفورس نیز از طرف اوون آماده و مهیا بود؛ در نتیجه دو فرد به نیابت از سرپرستانشان و همچنین در دفاع عقاید خودشان به مبارزاتی عمومی روی آوردند.
از زمان مرگ هاکسلی او با صفت «بول‌داگ داروین» شناخته می‌شود (بول‌داگ: سگی کوتاه قد اما با عضلات سنگین و سرسخت). بر این اساس که او در مناظرات برای دفاع از داروین شجاعت و شهامت نشان داد. این لقب به نظر می‌رسد توسط خودش اختراع شده باشد اما زمان آن نامعلوم است و استفاده از آن در زمان حیاتش مرسوم نبود.

### مناظره با ویلبرفورس

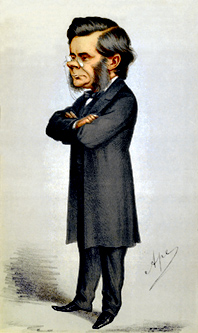
کاریکاتور هاکسلی توسط کارلو پلگرینی برای ونیتی فیر ۱۸۷۱

مناظره در نشست انجمن بریتانیا و در روز شنبه سی‌ام ژوئن سال ۱۸۶۰ در موزه دانشگاه آکسفورد برگزار شد. آنطور که نقل شده، هاکسلی کسی بود که در این مناظره به اظهارات ویلبرفورس جواب می‌داد. هاکسلی شب قبلش با رابرت چمبرز، نویسنده اسکاتلندی و ناشر کتاب وستیج‌ها، ملاقات کرده‌بود که به‌حالتی مایوسانه در خیابان‌های آکسفورد قدم می‌زد و از او التماس مساعدت کرد و درنتیجه هاکسلی به حضور در نشست تشویق شد. مناظره با سرپرستی مربی سابق گیاه‌شناسی داروین یعنی جان استیونس هنسلو و پس از ارائه دست‌نوشته‌ای از جان ویلیام دراپر شروع شد. پس از آن با نظریه داروین توسط اسقف آکسفورد، ساموئل ویلبرفورس، مخالفت شد و حامیان آن نیز هاکسلی و دیگر حلقه دوستان نزدیک او مانند هوکر و لاباک بودند. در محل سخن‌رانی افراد دیگری نیز حاضر بودند از جمله بردی و پرفسور بیل و همچنین رابرت فیتزروی، کاپیتان کشتی اچ‌ام‌اس بیگل در زمان سفر داروین که البته علیه او سخن راند.
سابقه ویلبرفورس در مخالفت با نظریه فرگشت به نشست انجمن در سال ۱۸۴۷ می‌رسد که در آنجا نیز علیه کتاب وستیج‌های رابرت چمبرز موضع گرفت. اما حالا برای این وظیفه چالش برانگیزتر یعنی مخالفت با کتاب خاستگاه و مفهوم برگرفته از آن که بشر از نسل میمون‌هاست، با کوشش زیادی توسط ریچارد اوون راهنمایی می‌شد- طوری که اوون تمام شب قبلش را با او سپری کرده بود. در آن روز ویلبفروس برخی از استدلال‌های مقاله‌اش برای کوارتلی ریویو را تکرار کرد (تألیف شده بود اما هنوز منتشر نشده بود). سپس خطر را پذیرفت و تحقیر مشهورش نسبت به هاکسلی را مطرح کرد که احتمالاً برنامه‌ریزی نشده و غیرعاقلانه بود. او از هاکسلی پرسید که آیا از طرف پدرت از نسل میمون‌ها هستی یا از طرف مادرت که این فرصت را به هاکسلی داد تا بگوید مسلماً حاضر است زودتر ادعای خویشاوندی خودش با میمون را مطرح کند تا خویشاوندی با کسی مانند آن کشیش؛ کسی که قدرت سخن‌وری فوق‌العاده خود را آنچنان شوم ساخته که با نمایشی اقتدارآمیز می‌خواهد مباحثه‌ای آزاد بر سر حقانیت یا عدم حقانیت مسئله‌ای را نابود کند. البته جمله‌بندی‌های دقیق مناظره مشخص نیست و در رساله‌ها به‌طور گسترده‌ای بازگو و جعل شده.
این مناظره پیامدهای زیادی برجای گذاشت. نخستین پیامد این بود که هاکسلی درمیان افراد تحصیل کرده، از طریق روزنامه‌ها و نشریات، به‌طور عظیمی بیشتر به چشم آمد. پیامد دیگر فهماندن اهمیت مناظره عمومی بود؛ درسی که هاکسلی هرگز فراموش نکرد. سومین پیامد، دیگران را متوجه ساخت که ایده‌های داروینی به این راحتی رد نمی‌شوند و با این ایده‌ها می‌توان در سراسر کشور در برابر اقتدار سنتی به‌شدت ایستادگی کرد. حرفه‌ای گرایی در علم پیامد چهارم بود که نیازی تلویحی برای آموزش و پرورش علمی را نیز مطرح کرد. پیامد پنجم غیر مستقیم بود: همان‌طور که ویلبرفورس از آن ترس داشت، جانبداری از فرگشت موجب تضعیف عقیده به باورهای عهد عتیق و به ویژه کتاب سفر پیدایش می‌شد. هرچند از طرفی دیگر بسیاری از روحانیون لیبرال از دستاوردهای مناظره بسیار راضی بودند؛ آنها احتمالاً جزو حامیان مقاله‌ها و نقدهای بحث‌برانگیز بودند. با این حال می‌توان نتیجه گرفت که این مناظره از منظر هردو طرف، چه علم و چه مذهب، پراهمیت بود و آثار قوی‌ای به‌جای گذاشت.

## دیدگاه‌های آموزشی
وی راجع‌به آموزش‌وپرورش کتابی به‌نام دانش و پرورش نگاشت. در فصل چهارم این کتاب، هاکسلی ارزش و اهمیت علوم طبیعی و دیگر مواد جدید را در آموزش‌و‌پرورش تشریح می‌کند و بی‌اثر بودن زبان و ادبیات یونان و روم را در زندگی روزانه خاطرنشان می‌کند. او بیش از هر انگلیسی دیگری در وارد کردن علوم طبیعی در برنامهٔ درسی مدارس کوشش کرده است.

## خانواده

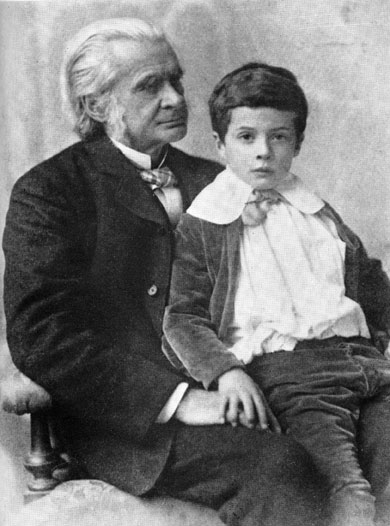
هاکسلی با نوه‌اش جولیان در سال ۱۸۹۳

هاکسلی در سال ۱۸۵۵ با هنریتا آن هیثورن (۱۸۲۵–۱۹۱۴)، مهاجری انگلیسی که در سیدنی استرالیا با او آشنا شده بود، ازدواج کرد. نتیجه ازدواج آنها پنج دختر و سه پسر بود:
- نوئل هاکسلی (۱۸۵۶–۶۰)، به‌علت بیماری مخملک درگذشت.
- جسی اوریانا هاکسلی ([۲۷]۱۸۵۸–۱۹۲۷)، با معماری به نام فرد والر در سال ۱۸۷۷ ازدواج کرد.
- مارین هاکسلی (۱۸۵۹–۸۷)، با نقاشی به نام جان کالیر در سال ۱۸۷۹ ازدواج کرد.
- لئونارد هاکسلی (۱۸۶۰–۱۹۳۳)، نویسنده و پدر جولیان، آلدوس و اندرو هاکسلی.
- راچل هاکسلی (۱۸۶۲–۱۹۳۴)، در سال ۱۸۸۴ با مهندس عمران آلفرد اکرسلی ازدواج کرد.
- هنریتا هاکسلی (۱۸۶۳–۱۹۴۰)، با هارولد رولر ازدواج کرد و به‌عنوان خواننده اروپا را سفر کرد.
- هنری هاکسلی (۱۸۶۵–۱۹۴۶)
- اتل هاکسلی (۱۸۶۶–۱۹۴۱)، پس از درگذشت خواهرش او با جان کالیر در سال ۱۸۹۹ ازدواج کرد.

رابطه هاکسلی با خویشان و فرزندانش بر حسب معیارهای روز گرم و خوش مشرب بود- تا زمانی که آنها زندگی خود را از طریق رفتار شرافتمندانه می‌گذراندند، که برخی چنین نکردند. بعد از دسن دادن مادرش، خواهر بزرگش لیزی تا زمان ازدواجش مهم‌ترین فرد زندگی او بود. او رابطه خوب با فرزندانش را حفظ کرد، بیش از آنچه که در مورد بسیاری از پدران دوران ویکتوریایی می‌توان گفت.
نوادگان مشهور هاکسلی فرزندان لئونارد هاکسلی به شمار میروند:
- سر جولیان هاکسلی اف‌آراس، نخستین سرپرست یونسکو که زیست‌شناس و انسان‌گرای فرگشتی تاثیرگذاری بود.
- آلدوس هاکسلی که نویسنده‌ای معروف بود(دنیای قشنگ نو ۱۹۳۲، نابینا در غزه ۱۹۳۶، درهای ادراک ۱۹۵۴).
- اندرو هاکسلی برنده جایزه نوبل فیزیولوژی یا پزشکی در سال ۱۹۶۳ که دومین فرد از خانواده هاکسلی بود که به ریاست انجمن سلطنتی درآمد.

## مآخذ
- Huxley, Thomas Henry (1854), "Review of Vestiges of the Natural History of Creation, tenth edition", British and Foreign Medico-Chirurgical Review (13)
- Huxley, Thomas Henry (1855), "On certain zoological arguments commonly adduced in favour of the hypothesis of the progressive development of animal life in time", Proceedings of the Royal Institution 2 (1854–58)
- Huxley, Thomas Henry (1857), "untitled letter on theory of glaciers", Philosophical Magazine, xiv: 241
- Bibby, Cyril (1972), Scientist Extraordinary: the life and work of Thomas Henry Huxley 1825–1895, Oxford: Pergamon
- Browne, Janet (1995), Charles Darwin, vol. 1: Voyaging, Cambridge University Press
- Browne, Janet (2002), Charles Darwin, vol. 2: The Power of Place, Cambridge University Press
- Desmond, Adrian (1994), Huxley: vol 1 The Devil's Disciple, London: Michael Joseph, ISBN 0-7181-3641-1
- Darwin, Charles; Wallace, Alfred Russel (1858), "On the Tendency of Species to form Varieties; and on the Perpetuation of Varieties and Species by Natural Means of Selection", Journal of the Proceedings of the Linnean Society of London. Zoology, London, vol. 3, no. 9, pp. (Read 1 July): 45–62, doi:10.1111/j.1096-3642.1858.tb02500.x
- Huxley, Leonard (1900), Life and Letters of Thomas Henry Huxley. 2 vols 8vo, London: Macmillan
- Huxley, Thomas Henry (1893–94), Collected essays. 9 vols. Vol 1: Methods and results; vol 2: Darwiniana; vol 3: Science and education; vol 4: Science and Hebrew tradition; vol 5: Science and Christian tradition; vol 6 :Hume, with helps to the study of Berkeley; vol 7:Man's place in nature; vol 8: Discourses biological and geological; vol 9: Evolution and ethics, and other essays, London: Macmillan
- Foster, Michael; Lankester, E. Ray (2007), The scientific memoirs of Thomas Henry Huxley. 4 vols and supplement, London: Macmillan (published 1898–1903), ISBN 978-1-4326-4011-8
- Owen, Richard (1860), "Darwin on the Origin of Species", Edinburgh Review (111): 487–532
- Wilberforce, Samuel (1860), "Darwin's Origin of Species", Quarterly Review (102): 225–64
- Desmond, Adrian; Moore, James (1991), Darwin, London: Joseph